# Tight A$
〈Tight A$〉는 1973년 음반 《Mind Games》에 발매된 존 레논이 쓴 곡이다. 이 곡은 2010년 컴필레이션 음반 《Gimme Some Truth》에도 포함되어 있다. 말뿐인 로커인 레논은 검열을 뚫고 "tight ass"라는 구절을 가까스로 얻었다.